# Русс Ігор Павлович
Ігор Павлович Русс (нар. 8 вересня 1988) — український легкоатлет, що спеціалізується на марафонському бігу, учасник Олімпійських ігор 2016 року.

## Основні досягнення
| Рік  | Чемпіонат        | Місце проведення         | Місце | Результат |
| ---- | ---------------- | ------------------------ | ----- | --------- |
| 2016 | Олімпійські ігри | Ріо-де-Жанейро, Бразилія | 48    | 2:18:19   |
| 2017 | Чемпіонат світу  | Лондон, Велика Британія  | 27    | 2:17:01   |